# Rivière de la Savane
Rivière de la Savane är ett vattendrag i Kanada.   Det ligger i provinsen Québec, i den sydöstra delen av landet, 250 km nordost om huvudstaden Ottawa. Rivière de la Savane ligger vid sjöarna  Lac des Escaroles och Lac Louis-Gill.
I omgivningarna runt Rivière de la Savane växer i huvudsak blandskog. Trakten runt Rivière de la Savane är nära nog obefolkad, med mindre än två invånare per kvadratkilometer.